# Patrick Melrose
Patrick Melrose es una miniserie de cinco partes de 2018 protagonizada por Benedict Cumberbatch y dirigida por Edward Berger. La serie se basa en las novelas semi-autobiográficas del autor británico Edward St. Aubyn. 
Ha ganado dos premios BAFTA en 2019, “mejor mini serie” y “mejor actor” galardonado a Benedict Cumberbatch.

## Sinopsis
Tras la muerte de su padre en la década de 1980, el británico Patrick Melrose intenta superar sus adicciones y demonios vinculados al abuso ejercido por su padre y a la negligencia de su madre.

## Reparto
- Benedict Cumberbatch como Patrick Melrose.
- Jennifer Jason Leigh como Eleanor Melrose.
- Hugo Weaving como David Melrose.
- Jessica Raine como Julia.
- Pip Torrens como Nicholas Pratt.
- Prasanna Puwanarajah como Johnny Hall.
- Sebastian Maltz como el joven Patrick Melrose.
- Holliday Grainger como Bridget Watson Scott.
- Indira Varma como Anne Moore.
- Anna Madeley como Mary Melrose.
- Blythe Danner como Nancy.
- Celia Imrie como Kettle.
- Harriet Walter como la Princesa Margaret.
- Allison Williams como Marianne.
- Morfydd Clark como Debbie Hickman.

## Producción
En febrero de 2017, se anunció que Benedict Cumberbatch protagonizaría y produciría una adaptación televisiva de la serie de libros Patrick Melrose de Edward St. Aubyn que se emitiría en Showtime en Estados Unidos y Sky Atlantic en el Reino Unido. David Nicholls escribió los cinco episodios de la serie, bajo la dirección de Edward Berger. En julio, Jennifer Jason Leigh y Hugo Weaving se unieron como madre y padre de Patrick, y Anna Madeley fue elegida para interpretar a su esposa. Allison Williams y Blythe Danner se unieron en agosto de 2017, y el rodaje comenzó en octubre en Glasgow.

## Estreno
El primer tráiler salió en abril de 2018, y la serie se estrenó el 12 de mayo en Showtime. La serie transmite consecutivamente nuevos episodios en CraveTV en Canadá. Se está mostrando en Sky Atlantic en el Reino Unido. El 18 de septiembre de 2018 se estrenó la serie en España en Sky España.

## Episodios
| N.º | Título          | Dirigido por  | Escrito por    | Día de emisión     | Telespectadores EE. UU. (millones) |
| --- | --------------- | ------------- | -------------- | ------------------ | ---------------------------------- |
| 1 | "Bad News"      | Edward Berger | David Nicholls | 12 de mayo de 2018 | 0,219                              |
| En 1982, Patrick Melrose es enviado a la ciudad de Nueva York para recuperar las cenizas de su padre David. Decide dejar de consumir drogas pero se siente incapaz de detenerse cuando recuerda los abusos a los que le sometió y se encuentra con socios de su padre. Patrick recurre al consumo de heroína, alcohol y otras drogas y finalmente toca fondo con un intento de suicidio chapucero. Patrick llama a su amigo Johnny para decirle que desea dejar las drogas. |                 |               |                |                    |                                    |
| 2 | "Never Mind"    | Edward Berger | David Nicholls | 19 de mayo de 2018 | 0,186                              |
| Mientras pasa por la abstinencia de la heroína, Patrick recuerda un día traumático que vivió cuando tenía 8 años y estaba de vacaciones en Francia con sus padres. Su padre David es manipulador y cruel, su madre Eleanor es alcohólica y le tiene miedo a su marido. A través de una serie de flashbacks del joven Patrick, se revela que sufrió abusos de su padre, mientras que su madre los consentía. |                 |               |                |                    |                                    |
| 3 | "Some Hope"     | Edward Berger | David Nicholls | 26 de mayo de 2018 | 0,236                              |
| Estamos en 1990 y Patrick ha sido invitado a una fiesta donde la Princesa Margarita estará presente. Patrick está tratando de dejar atrás su dependencia de las drogas y cuenta con la ayuda de su amigo Johnny que está en un grupo de terapia. En la fiesta, la princesa se comporta de manera desagradable debido a su estatus social y humilla al embajador francés. También despide a la hija de la anfitriona y esto le recuerda a Patrick cuando, siendo niño, su padre no permitía que su madre hablara con él durante una cena en Francia. Más tarde, Patrick le confiesa a Johnny que, cuando era un niño, fue víctima de abusos sexuales durante varios años por parte de su padre. |                 |               |                |                    |                                    |
| 4 | "Mother's Milk" | Edward Berger | David Nicholls | 2 de junio de 2018 | 0,264                              |
| En 2003, Patrick está sobrio y se ha convertido en abogado. Lleva a su esposa Mary y a sus tres hijos al sur de Francia para visitar a su madre gravemente enferma, que ha sufrido un derrame cerebral. Eleanor ha sido engañada por un gurú sombrío llamado Seamus, que la ha convencido para que firme la escritura de la casa y le entregue la "fundación" que él dirige. Ser desheredado evoca el resentimiento enterrado de Patrick hacia su madre, lo que le hace empezar de nuevo a beber y a usar medicamentos. Su matrimonio también está en problemas y empeora al tener Patrick una aventura con su antigua novia Julia cuando ella la visita. Finalmente, acepta la pérdida de su hogar de la infancia y da su bendición a los planes de su madre, ofreciéndose a organizar su traslado a Londres. Después Patrick trae a su familia a Connecticut para visitar a su tía Nancy, donde su forma de beber se desmadra. Después de una confrontación airada con Nancy, Mary confronta a Patrick y le da un ultimátum: que recupere la sobriedad o se vaya. |                 |               |                |                    |                                    |
| 5 | "At Last"       | Edward Berger | David Nicholls | 9 de junio de 2018 | 0,197                              |
| Es abril de 2005. Eleanor Melrose ha fallecido y Patrick preside su funeral. Hay recuerdos de la vida de Patrick en los últimos dos años, en los que su problema con la bebida no ha disminuido después de separarse de Mary y sus hijos. Regresa puntualmente a un centro de rehabilitación, y después de resistirse inicialmente al proceso e incluso escapar, regresa para centrarse en su recuperación. Su madre, postrada en una residencia de ancianos en Londres, insistió en que se le practicara la eutanasia, por lo que Patrick solicitó al gobierno británico que permitiera que la trajeran a Suiza. Después de obtener la aprobación, Eleanor cambia de opinión en el último minuto. También hay un flashback a años antes, cuando Mary y Patrick se dan cuenta de que su padre era un pederasta en serie, y Patrick confronta a su madre por primera vez sobre el abuso, que dice que también fue víctima de David. En la actualidad, el funeral y el velatorio de Eleanor se convierten en un espectáculo extraño a medida que convergen los viejos conocidos. Patrick lucha por reconciliar el retrato positivo de Eleanor que otros conocían con su propia experiencia de ser una madre negligente. |                 |               |                |                    |                                    |

## Recepción

### Crítica
La serie ha recibido elogios de la crítica, en particular dirigidos a la actuación de Cumberbatch. Tiene una calificación del 90% en Rotten Tomatoes, y una puntuación de 80/100 en Metacritic.

### Índices de EE.UU.
| No. | Título          | Día de estreno     | Audiencia (18–49) | Espectadores (millones) |
| --- | --------------- | ------------------ | ----------------- | ----------------------- |
| 1   | "Bad News"      | 12 de mayo de 2018 | 0.03              | 0.219                   |
| 2   | "Never Mind"    | 19 de mayo de 2018 | 0.03              | 0.186                   |
| 3   | "Some Hope"     | 26 de mayo de 2018 | 0.04              | 0.236                   |
| 4   | "Mother's Milk" | 2 de junio de 2018 | 0.04              | 0.264                   |
| 5   | "At Last"       | 9 de junio de 2018 | 0.03              | 0.197                   |

### Premios
| Año  | Premio                           | Categoría                                                                            | Nominado(s)             | Resultado | Ref.   |
| ---- | -------------------------------- | ------------------------------------------------------------------------------------ | ----------------------- | --------- | ------ |
| 2018 | Premios Primetime Emmy           | Primetime Emmy a la mejor miniserie                                                  |                         | Nominado  | [ 16 ] |
| 2018 | Premios Primetime Emmy           | Primetime Emmy al mejor actor principal en una miniserie o telefilme                 | Benedict Cumberbatch    | Nominado  | [ 16 ] |
| 2018 | Premios Primetime Emmy           | Primetime Emmy a la mejor dirección en una miniserie, telefilme o especial dramático | Edward Berger           | Nominado  | [ 16 ] |
| 2018 | Premios Primetime Emmy           | Primetime Emmy al mejor guion de serie limitada, telefilme o especial dramático      | David Nicholls          | Nominado  | [ 16 ] |
| 2018 | Premios Primetime Emmy           | Primetime Emmy al mejor reparto de serie limitada, telefilme o especial dramático    | Nina Gold y Martin Ware | Nominado  | [ 16 ] |
| 2019 | Premios de Televisión de Venecia | Mejor Serie de TV                                                                    | Patrick Melrose         | Nominada  | [ 17 ] |